# Speocropia eugrapha
Speocropia eugrapha är en fjärilsart som beskrevs av George Francis Hampson 1908. Speocropia eugrapha ingår i släktet Speocropia och familjen nattflyn. Inga underarter finns listade i Catalogue of Life.